# Fujita Yoshihito
Yoshihito Fujita (藤田 祥史 (Đằng Điền Tường Sử) Fujita Yoshihito, sinh ngày 13 tháng 4 năm 1983 ở Kobe, Nhật Bản) là một cầu thủ bóng đá người Nhật Bản thi đấu cho câu lạc bộ Nhật Bản Shonan Bellmare ở J. League Division 1.

## Thống kê sự nghiệp câu lạc bộ
Cập nhật đến ngày 23 tháng 2 năm 2016.
| Thành tích câu lạc bộ | Thành tích câu lạc bộ     | Thành tích câu lạc bộ | Giải vô địch | Giải vô địch | Cúp     | Cúp       | Cúp Liên đoàn | Cúp Liên đoàn | Châu lục | Châu lục  | Tổng cộng | Tổng cộng |
| Mùa giải              | Câu lạc bộ                | Giải vô địch          | Số trận      | Bàn thắng    | Số trận | Bàn thắng | Số trận       | Bàn thắng     | Số trận  | Bàn thắng | Số trận   | Bàn thắng |
| --------------------- | ------------------------- | --------------------- | ------------ | ------------ | ------- | --------- | ------------- | ------------- | -------- | --------- | --------- | --------- |
| 2006                  | Sagan Tosu                | J2 League             | 23           | 4            | 2       | 1         | -             | -             | -        | -         | 25        | 5         |
| 2007                  | Sagan Tosu                | J2 League             | 44           | 24           | 2       | 0         | -             | -             | -        | -         | 46        | 24        |
| 2008                  | Sagan Tosu                | J2 League             | 38           | 18           | 4       | 2         | -             | -             | -        | -         | 42        | 20        |
| 2009                  | Omiya Ardija              | J1 League             | 27           | 4            | 1       | 0         | 6             | 1             | -        | -         | 34        | 5         |
| 2010                  | Omiya Ardija              | J1 League             | 7            | 1            | 3       | 1         | 6             | 1             | -        | -         | 16        | 3         |
| 2011                  | Yokohama F.C.             | J2 League             | 31           | 3            | 0       | 0         | -             | -             | -        | -         | 31        | 3         |
| 2012                  | JEF United Ichihara Chiba | J2 League             | 36           | 15           | 2       | 1         | -             | -             | -        | -         | 38        | 16        |
| 2013                  | Yokohama F. Marinos       | J1 League             | 32           | 2            | 5       | 4         | 10            | 1             | -        | -         | 47        | 7         |
| 2014                  | Yokohama F. Marinos       | J1 League             | 18           | 2            | 2       | 0         | 1             | 0             | 2        | 0         | 21        | 0         |
| 2015                  | Shonan Bellmare           | J1 League             | 17           | 4            | 2       | 2         | 0             | 0             | -        | -         | 19        | 6         |
| Tổng cộng sự nghiệp   | Tổng cộng sự nghiệp       | Tổng cộng sự nghiệp   | 199          | 58           | 20      | 10        | 17            | 2             | 2        | 0         | 236       | 89        |